# Анна Данська (1532—1585)
Анна Да́нська (дан. Anna af Danmark; 22 жовтня 1532 — 1 жовтня 1585) — данська та норвезька принцеса з династії Ольденбургів, донька короля Данії та Норвегії Кристіана III та принцеси Доротеї Саксен-Лауенбурзької, дружина курфюрста Саксонії Августа, мати курфюрста Крістіана I. Була відома під прізвиськом Мати Анна.
Вважається першою жінкою-фармацевтом Німеччини.
На її честь названо місто Аннабург у районі Віттенберг у Німеччині.

## Біографія

### Ранні роки

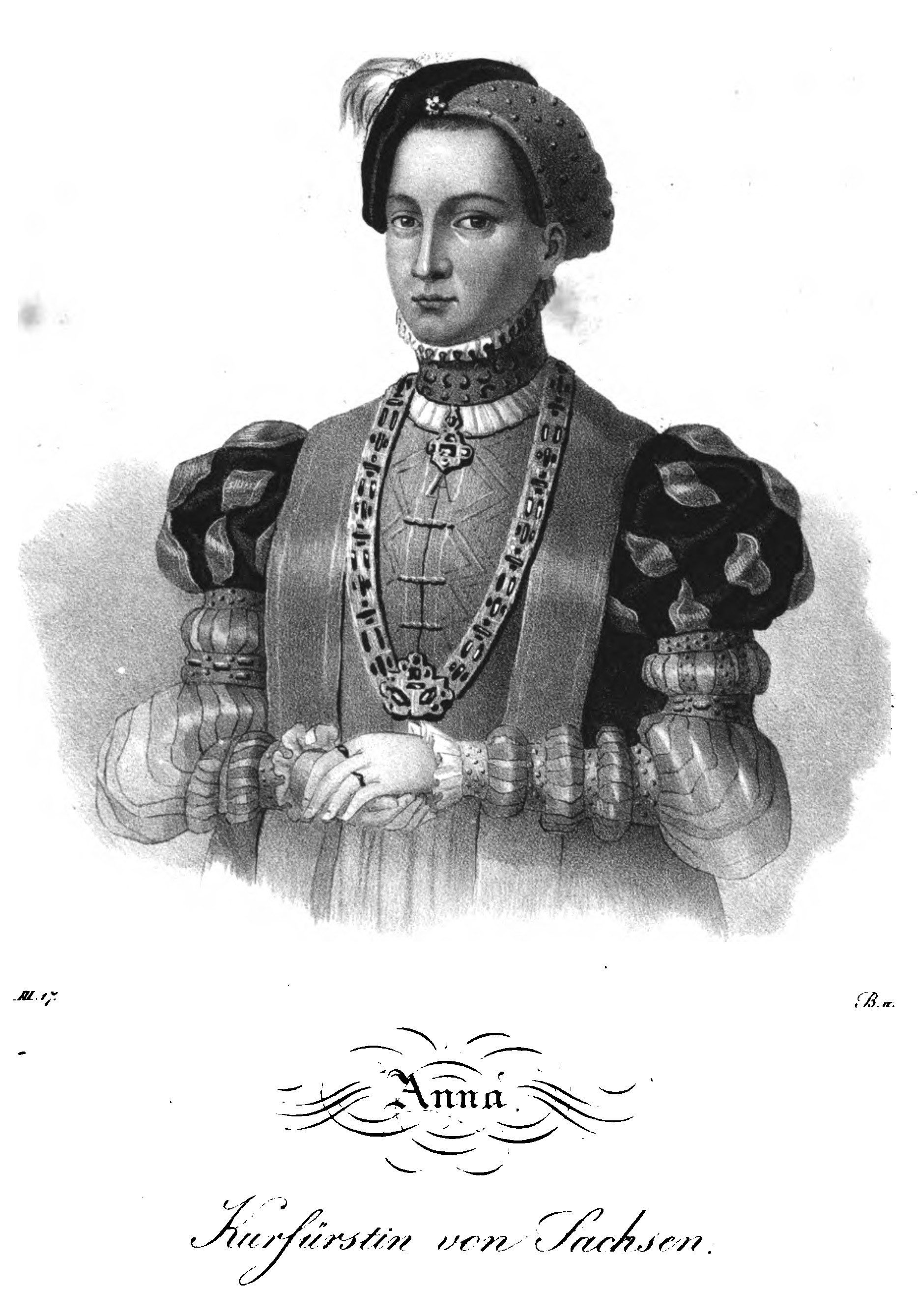

Народилась 22 жовтня 1532 року в Гадерслеві. Стала первістком у родині кронпринца Данії Крістіана та його дружини Доротеї Саксен-Лауенбурзької, з'явившись на світ за сім років після їхнього весілля. Королем Данії в цей час був її дід Фредерік I. Втім, менш ніж за п'ять місяців він помер.
Батько Анни не зміг відразу посісти престол, оскільки католицька Державна рада відхилила його кандидатуру через схильність до лютеранства. Однак наступного року, отримавши підтримку ютландської знаті та єпископів, він провів успішну військову кампанію і після капітуляції Копенгагена у 1536 році встановив повний контроль над країною. У тому ж році між Данією та Норвегією була укладена особиста унія.
За цей час у принцеси з'явився молодший брат Фредерік, а згодом сімейство поповнилося ще трьома дітьми. Виховувалася у лютеранському дусі. Освітою дівчинки займалася мати, від якої вона навчилася ведення господарства, рукоділля та культивування лікарських трав. Анна не знала латини або інших іноземних мов, але була навчена музики й танців.

### Подружнє життя
У 15-річному віці принцесу видали заміж за 22-річного саксонського принца Августа. Наречений був молодшим братом і спадкоємцем курфюрста Моріца. 7 березня 1548 року принц вирушив до Данії за нареченою, в тому ж місяці у Колдінгу відсвяткували заручини. 7 жовтня 1548 року в Торгау відбулося пишне весілля. Оселилися молодята у Вайссенфельсі. Також мали власний двір у Дрездені та замок Фолькенштайн, який використовували як літню резиденцію та мисливський будинок. Сучасники вважали політично влаштований шлюб надзвичайно гармонійним. За весь час спільного життя подружжя розлучалося лише на кілька днів, оскільки Анна завжди слідувала за чоловіком. Листування принцеси свідчить про її довіру, повагу та близькість до Августа. У пари народилося п'ятнадцятеро дітей.

### Курфюрстіна Саксонії
У липні 1553 року Моріц Саксонський загинув у бою, не залишивши нащадків чоловічої статі. Август став наступним курфюрстом Саксонії, Анна — курфюрстіною-консортом. Їхньою головною резиденцією став Дрезден, часто подружжя бувало в Торгау, Штольпені, Аугустусбурзі та Аннабурзі.

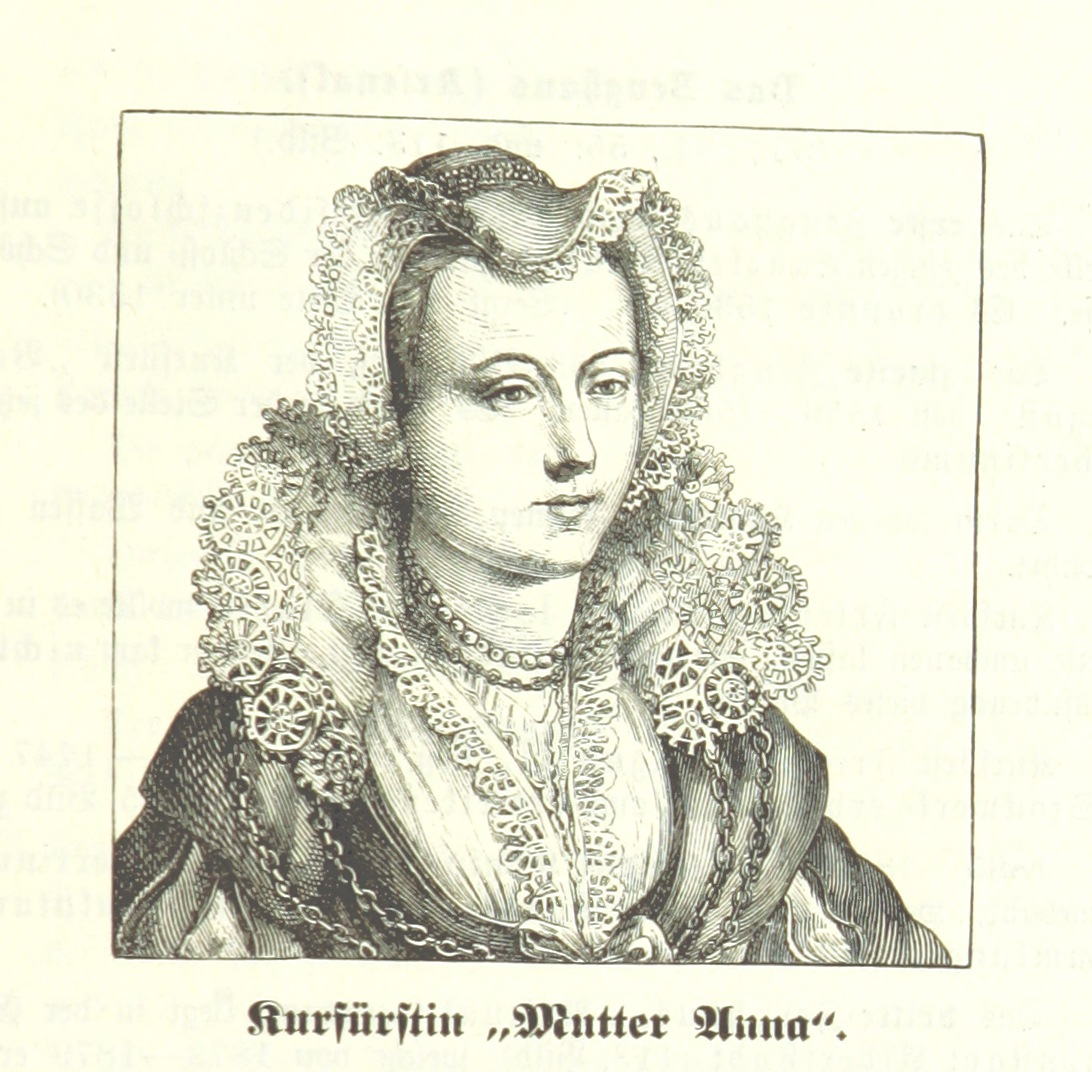
Мати Анна

Курфюрстіна була особистим лікарем і радником чоловіка. Її участь у державних справах була сприйнята негативно частиною придворних. Втім, політичний вплив жінки майже повністю вичерпувався справами релігії. Під ним Август перейшов у лютеранство та вигнав зі своїх територій представників інших протестантських деномінацій. Роль Анни у цьому називають «фанатичною».
Мала економічний талант і вміло керувала господарством. Сприяла розвитку текстильної промисловості, виноградарства та садівництва, купувала нові породи худоби та види фруктових дерев. Той факт, що Саксонія в часи правління Августа була найбагатшим регіоном імперії, частково зумовлений діяльністю Анни. Поділяла також схильність чоловіка до природничих наук, разом вони займалися алхімією, хіромантією та астрономією.
У 1572—1575 в Аннабурзі був збудований новий замок, який мав стати удовиною резиденцією курфюрстіни. Там вона керувала винокурнею та займалася вирощуванням фруктів і трав, кулінарією та виробництвом ліків, відкривши дві лабораторії. В тому ж замку розмістилася перша саксонська придворна аптека.
Винайшла кілька лікарських засобів і класифікувала їх у буклеті «Arzneibüchlein», а також заснувала придворну аптеку в Дрездені у 1581 році. Листувалася з відомими лікарями та навчала дівчат традиційної фітотерапії. Протегувала бездомним, вагітним і хворим, намагалася створити окремий фах акушерок.
У 1578 році заснувала церкву Аннакірхе у Дрездені.
В останні місяці життя багато хворіла. Пішла з життя за кілька днів після весілля доньки Доротеї, 1 жовтня 1585 року. Похована у північній каплиці Фрайберзького собору.

## Вшанування пам'яті
- Пам'ятник, створений у 1869 році скульптором Робертом Хенце, встановлений у Дрездені.

## Родина

Портрет Анни та Августа

Чоловік — Август (курфюрст Саксонії)
Діти:
- Йоганн Генріх (5 травня — 12 листопада 1550) — прожив півроку;
- Елеонора (1551—1553) — прожила 2 роки;
- Єлизавета (1552—1590) — дружина пфальцграфа Рейнського Йоганна Казимира, мала трьох доньок;
- Александр (1554—1565) — прожив 11 років;
- Магнус (1555—1558) — прожив 3 роки;
- Йоакім (3 травня — 21 листопада 1557) — прожив півроку;
- Гектор (1558—1560) — прожив півтора року;
- Крістіан (1560—1591) — наступний курфюрст Саксонії у 1586—1591 роках, був одруженим із принцесою Софією Бранденбурзькою, мав семеро дітей;
- Марія (1562—1566) — прожила 4 роки;
- Доротея (1563—1587) — дружина спадкоємного принца Брауншвейг-Вольфенбюттеля Генріха Юліуса, мала єдину доньку;
- Амалія (28 січня — 2 липня 1565) — прожила 5 місяців;
- Анна (1567—1613) — дружина герцога Саксен-Кобурга Йоганна Казимира, дітей не мала;
- Август (1569—1570) — прожив 3 місяці;
- Адольф (1571—1572) — прожив 7 місяців;
- Фрідріх (1575—1577) — прожив 2 роки.